# LoveStoned/I Think She Knows Interlude
A LoveStoned/I Think She Knows Interlude  (egyszerűen csak LoveStoned) az amerikai színész és énekes Justin Timberlake ötödik kislemeze Észak-Amerikában, és negyedik kislemeze Európában, második nagylemezéről a FutureSex/LoveSoundsról. A dal producerei Timbaland, Danja és Justin Timberlake. Bemutatásának dátuma 2007. június 14.

## A dalról
A dal arról szól, hogy Timberlake egy olyan lányba szeretett bele, aki azt gondolja magáról, hogy vonzó. A dalszövegben a Flashing Lights arra utal, hogy a lány megbűvölte Justint mint a hirtelen fények. Már a cím (Love Stoned) önmagában is azt jelenti, hogy belebolondultan szeretni valakit. Az Interlude részben a zene Justin gitárjátékán keresztül átvált egy lassú, andalító dallamba, amit az akusztikus gitár-, és a hegedűjáték alkot. Justin egy interjújában elmondta, hogy ezt a részt egy Interpol szám ihlette meg.
Justin a számot 2006-ban már előadta a Victoria’s Secret Fashion Show és az MTV Europe Music Awards-on, aminaek ő volt a házigazdája. A szám hallható az amerikai Verizon reklámban. az időnyerés kedvéért az Interlude részt ki szokták hagyni, de az egészet lejátsszák a FutureSex/LoveShow Turné minden egyes állomásán.

## A videó
A dalhoz készült videót Angliában forgatták, a Web Studios-ban. Justin elmondta, hogy 600 kilowattnyi fényt használtak a videó készítéséhez, és hogy, ennyit még a stúdió sosem használt. A klipben látható szürke zakót Justinnak erre az alkalomra Yves Saint-Laurent készítette. Justint több mint 17 kameraállásból vették fel, külön-külön minden részhez. 
A videó premiere a  Yahoo! Music-on június 13-án volt, és a MuchMusic-on pedig 14-én.

## Hivatalos verziók/Remixek
1. LoveStoned/I Think She Knows (Interlude) (Album Verzió) 07:24
2. Lovestoned (Rádiós verzió) 04:14
3. Lovestoned (Don-Zee Remix) 07:05
4. Lovestoned (Goldtrix Remix) 07:26
5. Lovestoned (Femi Fem 12 Inch Remix) 07:11
6. Lovestoned (Femi Fem 7 Inch Remix) 04:20

## Sikerek a listákon
| Lista (2007)             | Jelenlegi helyezés |
| ------------------------ | ------------------ |
| Ír Kislemezlista         | 26                 |
| Holland Kislemezlista    | 1                  |
| Új-Zélandi Kislemezlista | 26                 |
| UK Kislemezlista         | 21                 |
| USA Billboard            | 14                 |